# Bărbați fără aripi
Bărbați fără aripi (în cehă Muži bez křídel‎) este un film dramatic cehoslovac din 1946 regizat de František Čáp. A fost înscris la Festivalul de Film de la Cannes din 1946, unde a fost unul dintre câștigătorii Grand Prix du Festival International du Film, cunoscut mai târziu sub numele de Palme d'Or.

## Intrigă
Filmul are loc în Republica Cehoslovacia ocupată, după asasinarea lui Schutzstaffel-Obergruppenführer și generalul de poliție Reinhard Heydrich, șeful Biroului principal de securitate al Reichului, al serviciilor de securitate combinate ale Germaniei naziste și Reichsprotektor în exercițiu al Protectoratului Boemiei și Moraviei la Praga la 27 mai 1942.
Jirka este un băiat a cărui familie a fost ucisă în satul Lidice ca urmare a asasinării lui Heydrich. Stă cu unchiul său, inginerul Petr Lom, și cu Marta, o tânără care locuiește alături, care lucrează la oficiul poștal pentru a ajuta la îngrijirea băiatului. Lom tocmai a început să lucreze la aeroportul militar, condus de nazistul sudet Ullman. Rezistența este destul de activă în aeroport, adunând arme și grenade și comunicând cu aliații. Au o mulțime de informații bune datorită secretarei Jana Tomešová, care este administratorul lui Ullman și are acces la o mulțime de informații restricționate. Jirka începe să lucreze și la aeroport, dar este foarte tristețe și dorește să se răzbune. Este prins furând o grenadă și este arestat de Gestapo, iar ulterior împușcat. Când Jana îl vede, leșină și Ullman găsește un mesaj secret pe care îl avea cu ea. Acesta le spune prietenilor săi de la Gestapo despre mesaj și merge la depozit pentru a investiga, unde este ucis fiind împins pe un transformator. Gestapo-ul începe să aresteze și să percheziționeze casele lucrătorilor din aeroport, descoperindu-se că Marta este o informatoare pentru germani. Lom nu este conștient de acest lucru, deoarece este încă șocat de moartea lui Jirka. Ia pistolul din ascunzătoarea lui și se întoarce la aeroport. După ce vecinii îi spun adevărul despre Marta, Lom o ucide și o ajută pe Jana să scape.
Germanii adună muncitori din aeroport și amenință că îi vor ucide dacă nimeni nu spune cine l-a ucis pe Ullman. Apoi apare Lom spunând că el l-a ucis și omoară niște ofițeri Gestapo, înainte de a fi la rândul său ucis de soldați.
În ultima scenă a filmului, Lom, care este pe moarte, are o viziune asupra viitorului. El vede o femeie cu o armă care înaintează printre atrocitățile războiului. Cu toate acestea, ea nu se oprește până când războiul nu se termină și steagul cehoslovac apare pe un catarg.

## Distribuția
- Gustav Nezval în rolul inginerului Petr Lom
- Ladislav H. Struna în rolul inginerului șef Bureš
- Jaroslav Zrotal în rolul inginerului Pavlík
- Vladimír Hlavatý în rolul inginerului Karas
- Jan W. Speerger în rolul inginerului Vondra
- Jaroslav Seník în rolul Zeman
- Ladislav Hájek în rolul Jirka
- Karel Peyr în rolul directorului aeroportului
- Eduard Linkers în rolul Ullmann
- Jiřina Petrovická în rolul secretarei Jana Tomešová
- Pavla Vrbenská în rolul lucrătoarei de la poștă Marta Pohlová